# 전환 장애
전환 장애(영어: Conversion disorder, CD) 또는 기능적 신경 증상 장애(영어: Functional neurologic symptom disorder)는 일부 정신과 분류 시스템에서 사용되는 진단 범주이다. 이것은 마비, 실명 , 감각과 같은 운동성 또는 감각적 신경 증상이 있는 환자에게 적용되며, 이는 잘 알려진 유기적 원인 또는 기질적 장애 또는 의학적 조건(Medical conditions)과 일치하지 않아 치료에 심각한 영향을 유발하고 심리적 트리거로 되돌아 갈 수 있다. 이러한 증상은 환자의 정신 건강 또는 우울증과 같은 지속적인 정신 건강 상태에 영향을 미치는 스트레스 상황에 대응하여 발생하는 것으로 여겨진다. 전환 장애는 DSM-5에서 유지되었지만 '기능적 신경 증상 장애'로 언급되었다. DSM-5의 새로운 기준은 동일한 범위의 증상을 다루지만, 심리적 스트레스 요인이 존재하고 이를 반증하는 요구 사항은 삭제됐다. ICD-10은 전환 장애를 해리성 장애(Dissociative disorder)로 분류하고, DSM-IV에서는 전환 장애를 신체형통증장애(Somatoform disorder)로 분류했었다.

## 같이 보기
- 심리생리학